# 彼得·伯奇
彼得·伯奇（英語：Peter Burge，1974年7月3日—），澳大利亚男子田径运动员。他曾代表澳大利亚参加1998年英联邦运动会田径比赛，获得一枚金牌。他也曾参加2000年夏季奥林匹克运动会。